# Pauli Rantasalmi
Pauli Esko Antero Rantasalmi (ur. 1 maja 1979 w Helsinkach) – gitarzysta zespołu The Rasmus. Jest producentem i założycielem Dynasty Recordings (razem z Laurim) oraz głównym kompozytorem zespołu. W 2000 roku otrzymał fińską nagrodę dla najlepszego producenta. Jego znakiem charakterystycznym są zbyt krótkie spodnie. Nie rozstaje się ze swoją gitarą i laptopem.